# Gazeuse!
Albums de Gong
Shamal
(1975) Gong Est Mort, Vive Gong
(1977)
Gazeuse! est le huitième album studio de Gong sorti en 1976. Aux États-Unis, il est sorti sous le nom d'Expresso. Mais il peut aussi être considéré comme le premier album du Pierre Moerlen's Gong, puisque son batteur Pierre Moerlen est le leader du groupe depuis le départ de Steve Hillage après l'album Shamal. L'album suivant Expresso II sera aussi considéré comme un album de Gong, même s'il est de facto le deuxième album officieux du Pierre Moerlen's Gong. Le groupe ne prendra officiellement ce nom qu'à partir de Downwind, qui devient ainsi le troisième album du Pierre Moerlen's Gong. 
Après Shamal, qui marquait déjà un tournant vers le Jazz-fusion, mais qui possédait encore des couleurs planantes et world, Gazeuse! va plus loin dans le côté Jazz. Steve Hillage n'est plus là, et son remplaçant, Allan Holdsworth avec son jeu et ses compositions complexes y est pour beaucoup. Le reste des compos est de Pierre Moerlen, sauf la dernière pièce qui est signée du bassiste des débuts de Magma : Francis Moze.
Le grand moment de l'album est la suite Percolations I & II, ou toute la virtuosité de Pierre Moerlen est développée, autant sur l'accompagnement des vibraphones que sur son solo.
Les seuls liens avec le groupe Gong de la période psychédélique et l'album Shamal sont la large utilisation des vibraphones et le jeu de Didier Malherbe. De ce fait, on peut plus rapprocher Gazeuse! des albums du Pierre Moerlen's Gong (où on retrouvera les mêmes musiciens) que de Gong. L'album n'est d'ailleurs signé sous ce nom que pour des obligations contractuelles avec Virgin.
Comme le dit Daevid Allen dans son livre Gong Dreaming 2, il est remarquable de noter qu'à l'instar de Soft Machine, Gong est le deuxième groupe à évoluer vers le jazz fusion après le départ du guitariste australien.

## Titres

### Face 1
1. Expresso (Pierre Moerlen) – 5:58
2. Night Illusion (Allan Holdsworth) – 3:42
3. Percolations (Part I & II) (Moerlen) – 10:00

### Face 2
1. Shadows Of (Holdsworth) – 7:48
2. Esnuria (Moerlen) – 8:00
3. Mireille (Francis Moze) – 4:10

Shadows Of est une version de la pièce "Velvet Darkness" d'Allan Holdsworth sur son album du même titre,
qui ne fut jamais terminé et sorti contre son gré.

## Musiciens
- Pierre Moerlen – Batterie, vibraphone, marimba, timpani, glockenspiel
- Allan Holdsworth – Guitare, guitare pedal steel
- Francis Moze – Basse, gong, piano
- Mireille Bauer – Vibraphone, marimba, glockenspiel, toms
- Benoît Moerlen – Vibraphone
- Didier Malherbe – Saxophone ténor, flûte
- Mino Cinelu – Percussions